# Neue Auftraggeber
Die Neuen Auftraggeber sind eine internationale, dezentrale Bewegung von Bürgerinitiativen und Akteuren aus dem Kunst- und Kulturbereich, die öffentliche Kunstprojekte in Bottom-Up-Prozessen beauftragen und umsetzen.
Im Modell der Neuen Auftraggeber entwickeln Künstler im Auftrag von Bürgern Kunstwerke, denen ein lokales Gemeinschaftsanliegen zugrunde liegt. Professionelle Kulturmediatoren beraten und begleiten den Prozess. Sie unterstützen gemeinsam mit Partnerorganisationen die Suche nach Finanzierungsmöglichkeiten, die Produktion, Administration und Kommunikation der Projekte, und sie vernetzen Initiativen und Akteure über Ländergrenzen hinaus.
Das Modell der Kunst im Bürgerauftrag, wie sie von den Neuen Auftraggebern praktiziert wird, geht zurück auf das „Protocol des Nouveaux Commanditaires“, das der belgische Künstler François Hers 1990 in Paris entwickelte und das seither als Handlungsempfehlung an Bürger, Kulturproduzenten, Künstler, Kunstvermittler, Politiker und Wissenschaftler Verbreitung gefunden hat.
Auf Grundlage dieses Protokolls wurden seit 1992 über 500 Projekte der zeitgenössischen Kunst von Bürgergruppen in 13 Ländern bei internationalen Künstlern in Auftrag gegeben. Die Projekte haben oftmals die Form von Kunst im öffentlichen Raum (Skulptur, Installation, Platzgestaltung), umfassen aber auch viele weitere Formen: Architektur, Stadtplanung und Landschaftsgestaltung, Film, Fotografie und digitale Medien, Theater, Performance, Literatur und Musik.
Heute erweitert sich das Spektrum der gemäß dem Protokoll der Neuen Auftraggeber durchgeführten Projekte ständig um weitere Formen kultureller und gesellschaftlicher Praxis, so werden etwa auch wissenschaftliche Forschungsprojekte durchgeführt.
Die wachsende Verbreitung des Protokolls hat die Neuen Auftraggeber zunehmend zu einer internationalen Bewegung gemacht, die sich dezentral in unterschiedlichen Regionen Europas und der Welt selbst organisiert und zugleich grenzüberschreitend vernetzt.

## Methode
Das Protokoll der Neuen Auftraggeber beschreibt eine Methode, in der Bürger vermittelt und begleitet durch Mediatoren, Künstler mit dem Entwurf und der Ausführung von neuen Werken beauftragen. Dabei tragen die Auftraggebergruppen die zentrale Verantwortung für die inhaltlichen und sozialen Aspekte sowie für die Geschicke eines jeden Projektes. Bei den Auftraggebergruppen handelt es sich teils um bereits existierende zivilgesellschaftliche Initiativen, teils bilden sich die Gruppen rund um ein gemeinsames Anliegen und konsolidieren sich im Prozess der Auftragsentwicklung.
Der Rolle der Mediatoren kommt dabei zentrale Bedeutung zu. Sie werden von den bürgerschaftlichen Gruppen gerufen – oft in der Folge eines Open Calls, in dem Mediatoren die Methoden und Möglichkeiten des Modells der Neuen Auftraggeber in einer Region vorstellen – und vermitteln die Beziehungen in einem komplexen Netzwerk von Akteuren. Neben den Initiatoren und Künstlern gehören dazu auch zivilgesellschaftliche Institutionen, Politik und Verwaltung, Medien und finanzielle Förderer. Die Mediatoren helfen dabei, den Auftrag und damit das gesellschaftliche Anliegen der Initiativen zu fokussieren, öffentlich zu formulieren und zu kontextualisieren. Dabei wird das Anliegen auch kritisch reflektiert und gemeinsam näher untersucht.
Mediatoren sind im Modell der Neuen Auftraggeber zugleich auch Kunstexperten, die den Bürgerinitiativen Künstler vorschlagen, deren gemeinsame Produktionsvorhaben betreuen und sie an die Öffentlichkeit vermitteln. Die dabei entstehenden Kunstwerke sind öffentliche Gemeingüter.

## Finanzierung
Anders als in üblichen Auftragsverhältnissen, in denen die Möglichkeit, Kunstwerke entwerfen und produzieren zu lassen, eigenes Kapital voraussetzt (Vergl. Mäzenatentum) oder über öffentliche Mittel zu verfügen (Vergl. Expertenkommissionen und Juryverfahren) wird von den Auftraggebern nicht erwartet, die Projekte selbst zu finanzieren. Das Netzwerk der Neuen Auftraggeber koordiniert über den gesamten Projektverlauf auch die Finanzierung der Projekte, etwa durch Anträge und andere Wege der öffentlichen Förderung. Oftmals entsteht eine öffentlich-private Partnerschaft oder private-Commons-Partnerschaft, um die bürgerschaftlichen und künstlerischen Vorhaben umzusetzen.

## Werte und Selbstverständnis
Wissenschaft, Politik und Philanthropie sehen und beschreiben die Neuen Auftraggeber vorwiegend als Möglichkeit, sich als Gemeinschaft um geteilte Ziele zu organisieren und dabei Verantwortung für die inhaltliche, soziale und ästhetische Gestaltung des eigenen Lebensumfeldes zu übernehmen. Dabei spielen demokratische Werte eine zentrale Rolle.
Ihrem Selbstverständnis nach sind die Neuen Auftraggeber eine Alternative zu und Ergänzung von anderen Produktionsformen öffentlicher Kunst. Sie treten nicht an die Stelle anderer kultureller Handlungsformen und institutionell legitimierter Entscheidungsweisen über bildende Kunst in öffentlichen Räumen. Sie verleihen vielmehr wenig beachteten bürgerschaftlichen Anliegen eine Stimme, die sonst keine Repräsentation fänden und arbeiten dabei meist mit einem öffentlichen Gremium, Verwaltungen und Institutionen partnerschaftlich zusammen. Zugleich ermöglichen sie alternative Produktionsverhältnisse zwischen Künstlern, Märkten, Institutionen und Zivilgesellschaften, sowie eine neue Form der kulturellen Teilhabe und Bildung.

## Geschichte
Das Programm Nouveaux Commanditaires wurde 1992 in Frankreich erstmals von der Fondation de France ermöglicht und seit den 2010er Jahren landesweit als ein öffentlicher Dienst für die Gemeinschaft angeboten und umgesetzt. Seither entstanden in Frankreich rund 350 Kunstprojekte im Bürgerauftrag mit einem Finanzvolumen von über 100 Millionen Euro. Viele international renommierte Künstler entwickelten dabei neue öffentliche Werke und setzten sie um.
Erster Mediator des Programms Les Nouveaux Commanditaires war Xavier Duroux. Von Dijon aus, wo er das Centre d’art Le Consortium leitete, ermöglichte und begleitete Duroux rund 80 Kunstprojekte im Bürgerauftrag in der Region Burgund und darüber hinaus, darunter Projekte herausragender Künstler wie Liam Gillick, Yan Pei Ming, Christopher Wool und Rémy Zaugg.
Von Frankreich aus inspirierten die Idee und die Methode der Nouveaux Commanditaires Akteure in weiteren europäischen Ländern. Mit Belgien (2000), Italien (2002), Deutschland (2007), Spanien (2012) und der Schweiz (2014) entstand ein europäisches Netzwerk unabhängiger Mediatoren und Organisationen, die das Protokoll der Neuen Auftraggeber – die Praxis einer Kunst im Bürgerauftrag – auf ihre Weise umsetzen. Einzelne Projekte in weiteren europäischen Ländern kamen hinzu. Auf Initiative von Alexander Koch, dem Leiter der Gesellschaft der Neuen Auftraggeber in Deutschland, entstanden seit 2013 Pilotinitiativen auf dem afrikanischen Kontinent, in der MENA-Region und in Lateinamerika, aus denen unter anderem 2015 der Verein Les Nouveaux Commanditaires du Cameroun in Yaoundé, Kamerun, hervorging.
2015 wurde das Programm der Nouveaux Commanditaires in Frankreich auf Wissenschaftsaufträge erweitert. Seither wurden ein Dutzend bürgerschaftliche Forschungsaufträge von Wissenschaftlern und Instituten in Frankreich, Belgien und Portugal bearbeitet.

## Die Neuen Auftraggeber in Deutschland
2007 gründete sich der Neue Auftraggeber e. V. in Berlin. Ab 2009 entstanden erste Pionierprojekte in Deutschland, von denen „Die Sieben Künste von Pritzwalk“ (2011–2014, mit Clegg & Guttmann, durchgeführt durch den Brandenburgischen Kunstverein Potsdam) beispielgebend war.
2017 gründete sich die Gesellschaft der Neuen Auftraggeber – GNA gGmbH als gemeinnützige Organisation in Berlin. Sie ist eingebunden in das europäische Netzwerk verwandter Non-Profit-Organisationen. Mit einer Anschubfinanzierung der Kulturstiftung des Bundes ermöglicht die Gesellschaft der Neuen Auftraggeber seither Kunstprojekte im Bürgerauftrag, initiiert öffentliche Veranstaltungen und bietet Bildungsangebote an. Seit 2019 bietet das Institut für Kunst im Kontext an der Universität der Künste in Berlin das Postgraduate-Seminar „Mediation im Modell Neue Auftraggeber“ an.
Aktuell (Stand Februar 2021) entstehen in Deutschland 15 neue Projekte im Bürgerauftrag in Mecklenburg-Vorpommern, Brandenburg und Nordrhein-Westfalen mit Künstlerinnen und Künstlern wie Ruth Buchanan, Daniel Knorr, Antje Majewski und Laure Prouvost.

## Die Neuen Auftraggeber im wissenschaftlichen Diskurs
Das Protokoll der Neuen Auftraggeber schreibt der Wissenschaft eine integrale Rolle zu. Neben wissenschaftlichen Studien, Veröffentlichungen und Lehrangeboten, die vom Netzwerk der Neuen Auftraggeber selbst initiiert werden, entstanden vor allem in jüngerer Zeit zahlreiche wissenschaftliche Arbeiten, die der Kunst im Bürgerauftrag und dem Modell Neue Auftraggeber Aufmerksamkeit schenken.
Prägend für die Rezeption der Neuen Auftraggeber in den Geisteswissenschaften war u. a. der französische Soziologe Bruno Latour, der von 2009 bis 2011 auch Vorsitzender der Fachkommission der Nouveaux Commanditaires bei der Fondation de France und u. a. ein Vordenker des Modells wissenschaftlicher Bürgeraufträge war.
Das Modell der Neuen Auftraggeber steht im Kontext verschiedener Kunstströmungen, Diskurse und Genres, ohne mit ihnen identisch zu sein: Kunst im öffentlichen Raum, Kunst am Bau, Partizipationskunst, Community Ar, Relational Art, Creative Placemaking, lassen sich in Teilen mit der Kunst im Bürgerauftrag und dem Konzept der Mediation in Verbindung bringen, bedeuten aber jeweils nur Aspekte davon oder beschreiben Methoden, von denen sich die Neuen Auftraggeber abgrenzen, etwa gegenüber dem Social Design. Entsprechend lassen sich verschiedene Bestrebungen in den Kunst- und Sozialwissenschaften beobachten, dem Modell Neue Auftraggeber einen geeigneten konzeptionellen Rahmen zu geben.

## Die Neuen Auftraggeber im politischen Diskurs
Gleichzeitig wird das Modell im Rahmen politischer Konzepte rezipiert und diskutiert, die demokratische Verfahren und Gleichheitsforderungen ins Zentrum rücken. Hier spielen Begriffe wie kulturelle Teilhabe, zivilgesellschaftliches und bürgerschaftliches Engagement, gleichberechtigte Lebensverhältnisse, Daseinsfürsorge, Selbstermächtigung, Initiativdemokratie, Bottom-Up-Prozesse, Commons und Commoning, Gemeinwohl-Ökonomie und Shared Responsibility eine Rolle. Daneben wird die europäische Dimension des Modells als ein grenzübergreifendes zivilgesellschaftliches Programm betont, das Bürgerinnen und Bürger verschiedener europäischer Regionen integriert und damit auch Perspektiven für eine europäische Kulturpolitik bietet.

## Kritik an den Neuen Auftraggebern
Verschiedentlich wurden die Neuen Auftraggeber dafür kritisiert, die Auftragsverhältnisse für öffentliche Kunst an demokratisch legitimierten Gremien vorbei zu privatisieren. Aus der Sicht der Neuen Auftraggeber übersieht eine solche Kritik den komplementären Charakter ihrer Initiative, die nicht an die Stelle der etablierten Programme für öffentliche Kunst tritt, sondern zusätzliche Angebot macht, um solchen Gruppen und Anliegen Gehör zu verschaffen, die üblicherweise keinen Zugang zu staatlichen oder institutionelle Programmen haben.

## Organisationen
Das Angebot der Kunst im Bürgerauftrag, wie es international verschiedene Programme und Akteure der Bevölkerung anbieten, beruht auf national und regional verschiedenen gemeinnützigen Organisationsformen, die wiederum unterschiedlich finanziert und selbstorganisiert sind. Als Anbieter des Programms Neue Auftraggeber waren oder sind folgende Organisationen aktiv:

### Deutschland
- Gesellschaft der Neuen Auftraggeber – GNA gGmbH

#### Regionale Partnerinstitutionen
- ACC Galerie Weimar
- Brandenburgischer Kunstverein Potsdam e. V.
- Hartware MedienKunstVerein Dortmund
- Kunstverein Schwerin für Mecklenburg und Vorpommern e. V.
- Museum Abteiberg
- Schloss Bröllin e. V.

### Belgien
- De Nieuwe Opdrachtgevers

### Frankreich
- Fondation de France
- Société internationale des Nouveaux commanditaires

#### Regionale Partnerinstitutionen
- Le Coin du miroir/Le Consortium (Zone Ost)
- Vent des Forêts (Grand Est)
- Artconnexion (Zone Nord sowie Projekte in Polen, Finnland und Norwegen)
- Societies (Ile de France)
- 3CA (Ile de France)

- Eternal Network (Grand Ouest)

- Point De Fuite (Nouvelle-Aquitaine)

- Fabrique POLA (Nouvelle-Aquitaine)

- Centre international d’art et du paysage (Nouvelle-Aquitaine),

- Cercle d'art contemporain du Cailar (Languedoc-Roussillon)

- a Demeure (Auvergne-Rhône-Alpes - Midi-Pyrénées)

- Thankyouforcoming (Alpes-Maritimes)

- Éole et Pan (Musik)

- Les Abattoirs, Musée – Frac Occitane Toulouse

- L’Atelier des Jours à Venir (Wissenschaft)

### Kamerun
- Les Nouveaux Commanditaires du Cameroun

### Italien
- a.Titolo, Turin

### Spanien
- Concomitentes

### Schweiz
- Société suisse des Nouveaux commanditaires

## Publikationen
- Im Auftrag – Kunst in Beziehung. Reflexionen, Theorien und handlungsorientierte Angebote zum Modell der Neuen Auftraggeber (online)
- Estelle Zhong Mengual, Xavier Douroux (Hrsg.): Reclaiming Art / Reshaping Democracy – The New Patrons & Participatory Art, Les presses du réel, Dijon 2017
- Clegg & Guttmann, Gerrit Gohlke: Die Sieben Künste von Pritzwalk, Salon Verlag, Köln 2016
- François Hers: Letter to a Friend About the New Patrons, Les presses du réel, Dijon 2016
- François Hers, Xavier Douroux: Art without Capitalism (The New Patrons), Les presses du réel, Dijon 2013
- Didier Debaise, Xavier Douroux, Christian Joschke, Anne Pontégnie, Katrin Solhdju (Hrsg.): Faire art comme on fait société – Les Nouveaux commanditaires (+ 2 DVD), Les presses du réel, Dijon 2013
- François Hers: Le protocole, Les presses du réel, Dijon 2003

## Wissenschaftliche Artikel
- Alexander Koch: Do You Want a Future? A Protocol for New Cultural Commons, in: Navigating the Planetary, Hrsg. Hildegund Amanshauser, Kimberly Bradley für die Internationale Sommerakademie für Bildende Kunst Salzburg, Verlag für moderne Kunst, Wien 2020
- Alexander Koch: Die Neuen Auftraggeber. Die Bevölkerung als Urheberin ihrer Kulturgüter, Beitrag zu: Jahrbuch für Kulturpolitik 2013/14, transcript, Bielefeld 2014
- Judith Laister: Der Kunst ihre Zeit, Beitrag zu Im Auftrag – Kunst in Beziehung. Reflexionen, Theorien und handlungsorientierte Angebote zum Modell der Neuen Auftraggeber, 2021 (online)